# Vugar Rahimov
Vugar Rahimov (* 5. února 1986) je původem ázerbájdžánský zápasník – klasik, který od roku 2003 reprezentuje Ukrajinu.

## Sportovní kariéra
Zápasení se věnoval od 11 let v Baku. V roce 2002 mu reprezentační trenéři slíbili start na mistrovstvé Evropy dorostenců, ale nakonec nominovali jeho konkurenta. Kvůli této křivdě odjel za svým strýcem do Mykolajivu na Ukrajinu, kterou reprezentuje od roku 2003. Vrcholově se připravuje v armádním tréninkovém centru v Záporoží.
V olympijském roce 2008 prohrál nominaci na olympijské hry v Pekingu s Jurijem Kovalem, který kvalifikační kótu vybojoval. V roce 2012 se kvalifikoval na olympijské hry v Londýně, kde vypadl v úvodním kole s Číňanem Li Šu-ťinem 1:2 na sety.
V roce 2014 Mezinárodní zápasnická federace ukončila jeho váhovou kategorii do 55 kg. Ve vyšší váze do 59 kg se na mezinárodní scéně neprosazuje.

## Výsledky
| Turnaj             | 2003 | 2004 | 2005 | 2006 | 2007 | 2008 | 2009 | 2010 | 2011 | 2012 | 2013 |
| Turnaj             | 17   | 18   | 19   | 20   | 21   | 22   | 23   | 24   | 25   | 26   | 27   |
| Turnaj             | -55  | -55  | -55  | -55  | -55  | -55  | -55  | -55  | -55  | -55  | -55  |
| ------------------ | ---- | ---- | ---- | ---- | ---- | ---- | ---- | ---- | ---- | ---- | ---- |
| Olympijské hry     |      | —    |      |      |      | —    |      |      |      | úč.  |      |
| Mistrovství světa  | —    |      | úč.  | úč.  | úč.  |      | úč.  | úč.  | úč.  |      | úč.  |
| Mistrovství Evropy | —    | —    | —    | 5.   | 3.   | —    | úč.  | 3.   | 2.   | —    | —    |
| MS juniorů         | úč.  |      | úč.  | —    |      |      |      |      |      |      |      |
| ME juniorů         |      | 3.   | 3.   | 2.   |      |      |      |      |      |      |      |